# Hällristningsfältet i Tennes

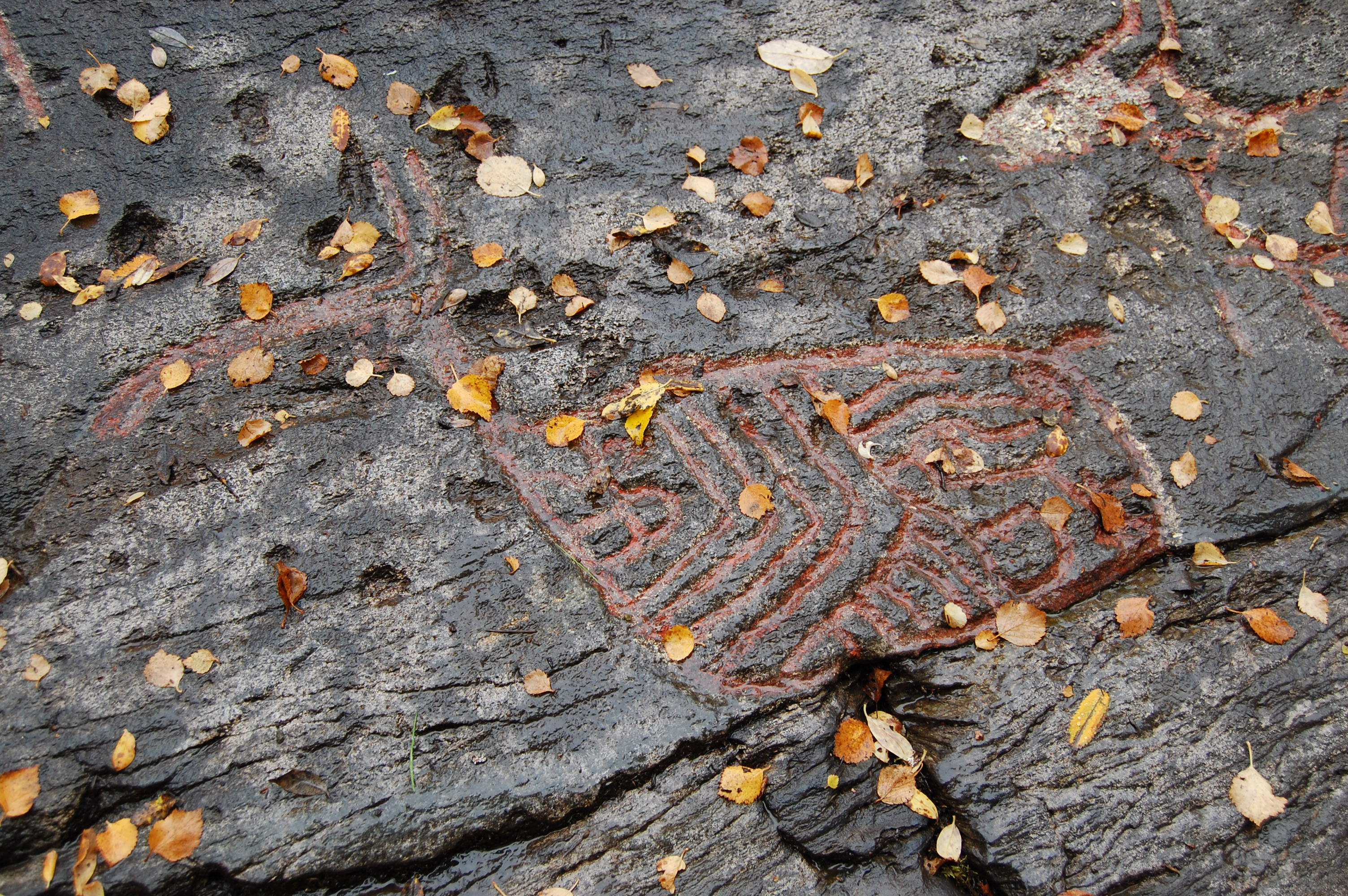
Hällristning av en hjort på Bukkhammeren, påträffad 1799

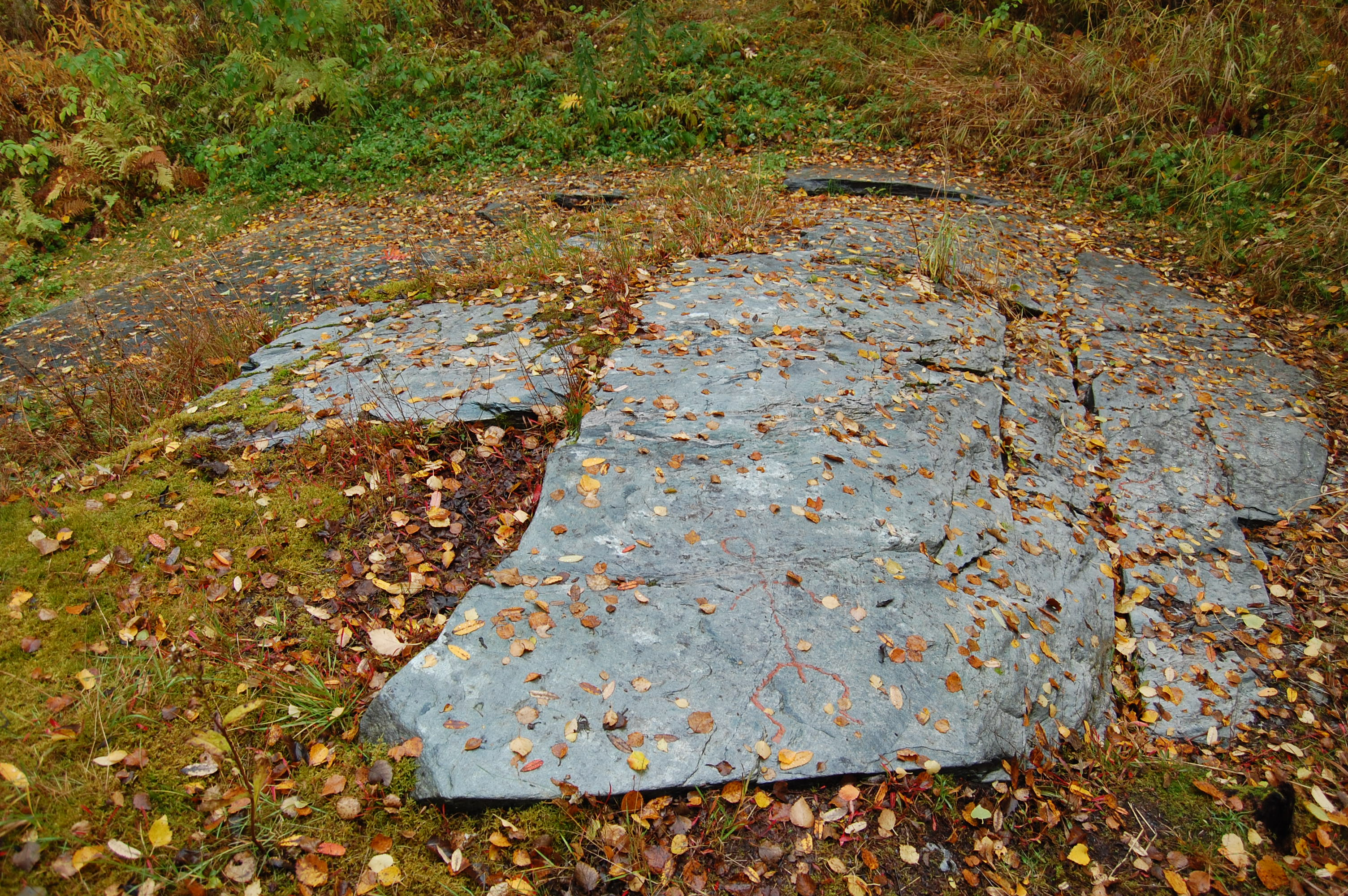
Gråberganfältet

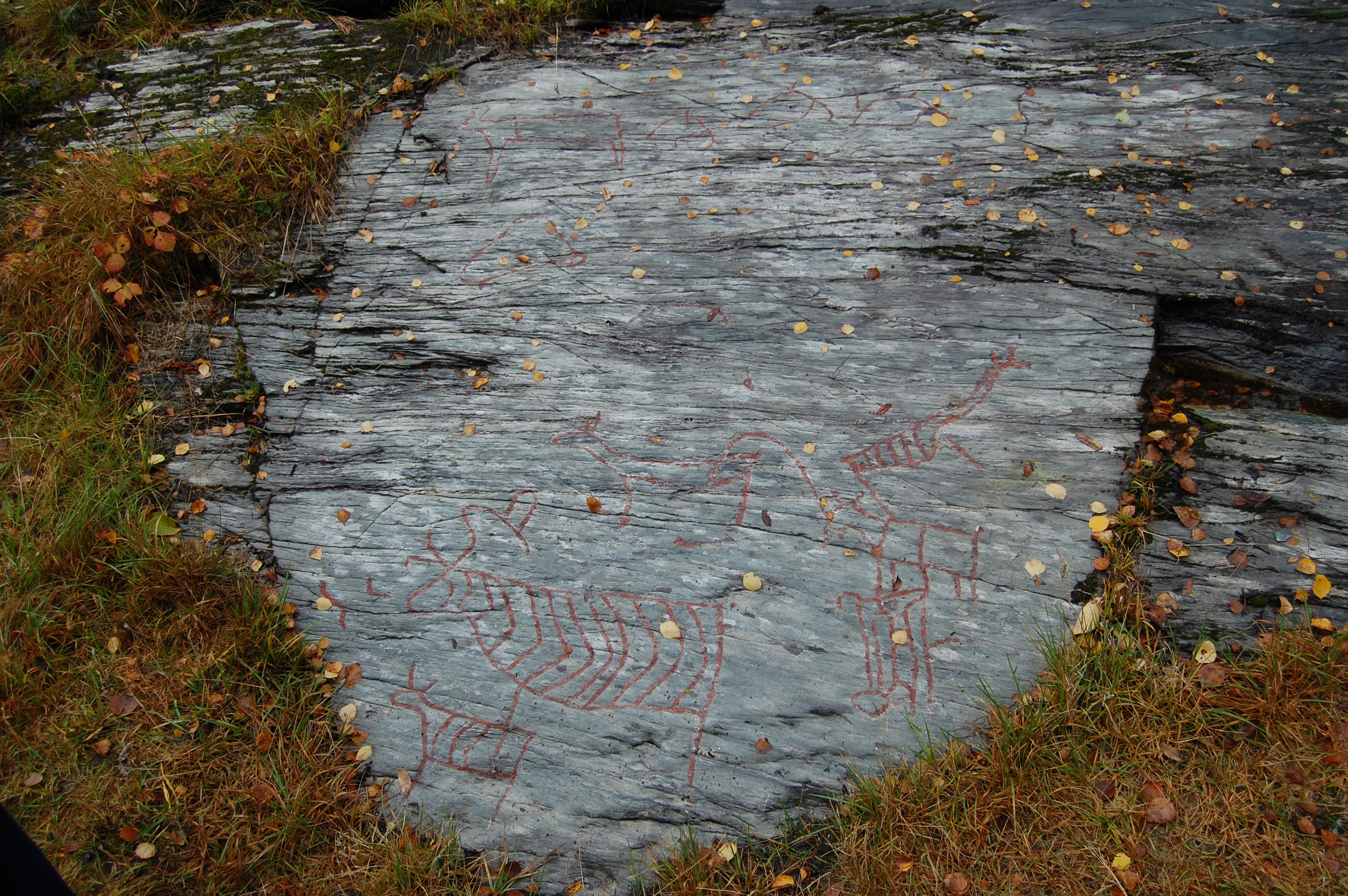
Hällristningar på Kirkelyfältet

Hällristningsfältet i Tennes är ett norskt hällristningsfält i Balsfjords kommun i Troms fylke.
Tennes ligger i omedelbar närhet av Balsfjords kyrka, omkring tio kilometer norrut från Storsteinnes längs Balsfjorden.
Hällristningarna i Tennes visar figurer från upp till 6.600 år sedan. De yngsta är från omkring 2600 före Kristus.

## Historik
Hällristningar i Norge nämns för första gången 1799 i Martin Vahls reseanteckningar. I dem beskriver han en inristad hjort i en berghäll i Balsfjord. Vahl var en botaniker vid Köpenhamns universitet och var den förste botaniker som besökte Nord-Norge.
Vahls reseanteckningar om denna hällristning glömdes bort till 1913, då anställda vid Köpenhamns universitets botaniska trädgård gick igenom material efter Vahl. Vid denna tid hade arkeologer börjat intressera sig för hällristningar, och uppgifterna ledde till att den svenske arkeologen Gustaf Hallström reste till Balsfjord för att återfinna hällristningen.
För att hitta hällritningen längs den 70 kilometer långa stranden av Balsfjorden utgick Hallström från att en botaniker på Vahls tid måste ha bott på en av dåtidens tio större bondgårdar längs fjorden. En av dem var Tennes, där folk på platsen kände igen Vahls teckning av hjorten. De visade Hallström till Bukkhammaren, där både hjorten och fem andra djurfigurer hittades. 500 meter därifrån vid Gråbergan hittades också andra hällristningar, vilka vid denna tid var världens mest nordligt belägna hällristningar som påträffats. 
Senare, år 1938, visade prästfrun böcker med hällristningarna vid prästgården på en syjunta i prästgården.  Tordis Larsen från trakten påträffade en kort tid efteråt på familjens ägor det största hällristningsområdet i Tennes. Det fick namnet Kirkely och har omkring 40 ristningar.

## Hällristningarna
Det finns omkring 60 upptäckta figurer på tre hällristningsfält: Bukkhammaren, Gråbergan och Kirkely. De har ristats in vid vad som för tiden när de skapades var nära havsstrand, men som numera ligger på 20 meters höjd över havet.
De äldsta hällristningarna finns på Bukkhammaren och dateras till 4600 före Kristus. Där finns sex ristningar, varav fem föreställer en älg. Den sjätte figuren har inte kunnat tolkas. Den största figuren är 1,1 meter lång.
De 40 figurerna på Kirkely är från omkring 2700 före Kristus och består av både sjö- och landdjur. Det finns också två ristningar som föreställer människor i båtar. 13 av figurerna föreställer tumlare, medan 14 föreställer älg eller ren. Det finns också en ormliknande figur samt en skålgrop. Den största figuren är en ren med en längd på omkring 1,2 meter.
På Gråbergan finns 19 figurer från omkring 2600 före Kristus. Två av dem föreställer människor och 17 landdjur. Figurernas storlek är från en till 20 centimeter.